# Roger Baens

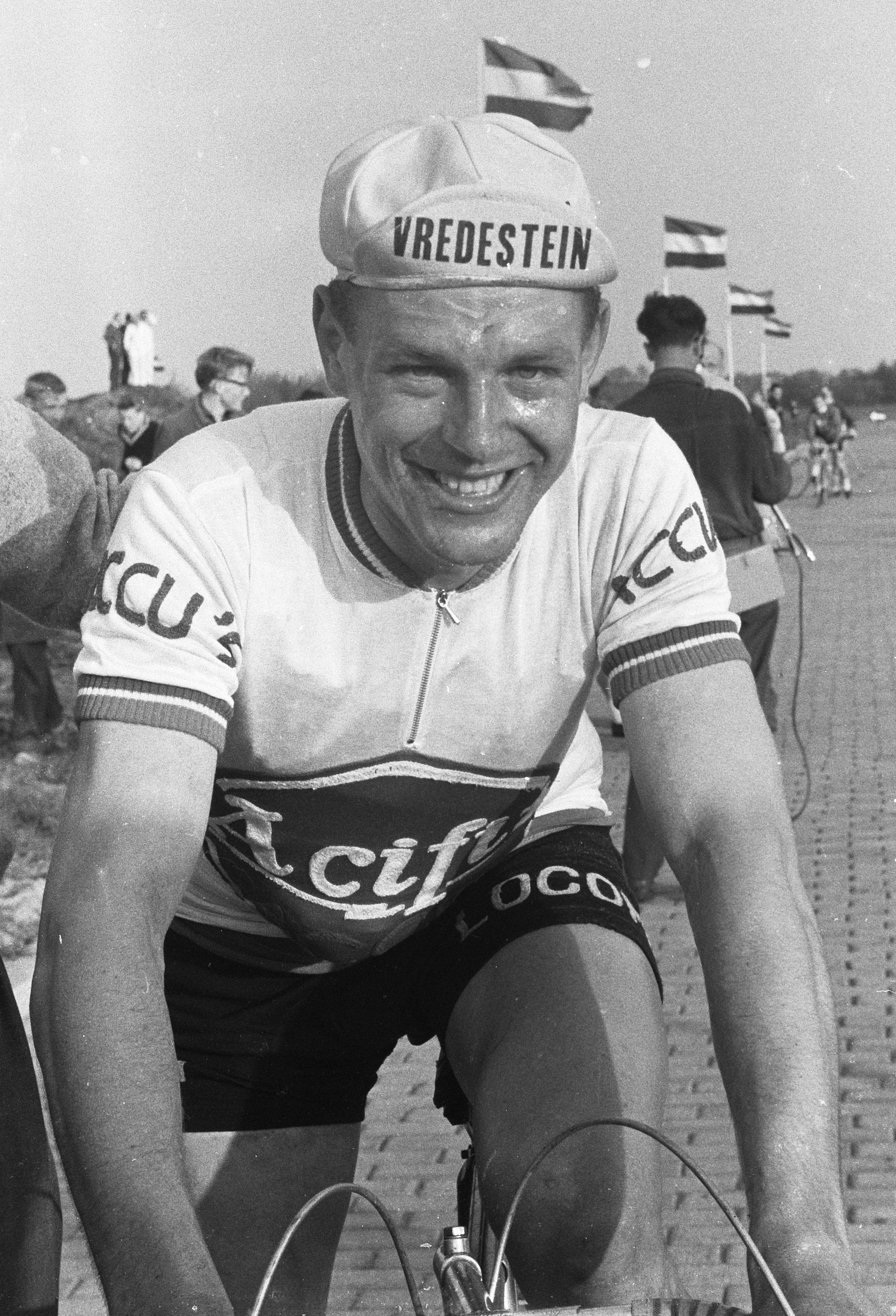
Roger Baens (1960)

Roger Baens (* 18. August 1933 in Molenstede (Brabant); † 26. März 2020 in Rillaar (Brabant)) war ein belgischer Radrennfahrer und nationaler Meister im Radsport.

## Sportliche Laufbahn
Als Amateur gewann er 1954 unter anderem eine Etappe der Belgien-Rundfahrt. 1955 gewann er einen nationalen Titel, als er die Meisterschaft der Unabhängigen im Straßenrennen vor René Van Meenen für sich entscheiden konnte. Auch ein Etappensieg in der Belgien-Rundfahrt für Unabhängige gelang ihm. 1956 erhielt er seinen ersten Vertrag als Profi im Radsportteam Mercier-BP-Hutchinson. Von 1956 bis 1964 war er als Berufsfahrer aktiv. In der Vuelta a España 1957 gewann er eine Etappe und wurde 22. der Gesamtwertung. Bei seinen Saisonerfolgen 1958 ragte der Sieg in der Limburg-Rundfahrt heraus. 1959 gewann er das Rennen Quer durch Flandern (Dwars door Vlaanderen) vor Louis Proost und den Grand Prix d’Orchies. 1960 wurde er hinter Peter Post Zweiter der Holland-Rundfahrt, 1962 war er Dritter der Deutschland-Rundfahrt, ebenfalls hinter dem Sieger Post. Seine erste Tour de France beendete er 1962 auf dem 42. Rang der Einzelwertung, ein Jahr später schied er in der Tour de France aus. Ebenfalls 1963 konnte er in der Vuelta a España zwei Etappen gewinnen. Einige Jahre war er Helfer in den Radsportteams von Rik van Looy.